# Pablo Morillo
Pablo Morillo, greve av Cartagena, markis av la Puerta, född den 5 maj 1775 i Fuentesecas, Zamora, död den 27 juli 1837 i Barèges, Frankrike, var en spansk general.
Morillo tog ärofull del i krigen med fransmännen, fick 1814 befälet i Sydamerika och kämpade där med växlande lycka mot Spaniens upproriska kolonier till 1820, då han efter ingående av vapenstilleståndet i Santa Ana de Trujillo (26 november) återvände till hemlandet. Där intog han under 1820-talets strider en tvetydig hållning och utrymde, av de konstitutionella 1822 utsedd till generalkapten i Asturien och Galicien, vid franska invasionshärens inbrott (1823) utan svärdslag Galicien, antagligen i avsikt att återvinna kungens gunst. Morillo var 1824–1832 landsförvist, men förde efter Ferdinand VII:s död en tid befäl mot carlisterna. Hans efterlämnade Mémoires (1826) är av vikt för historien om hans krigföring i Amerika. 